# 楽山園

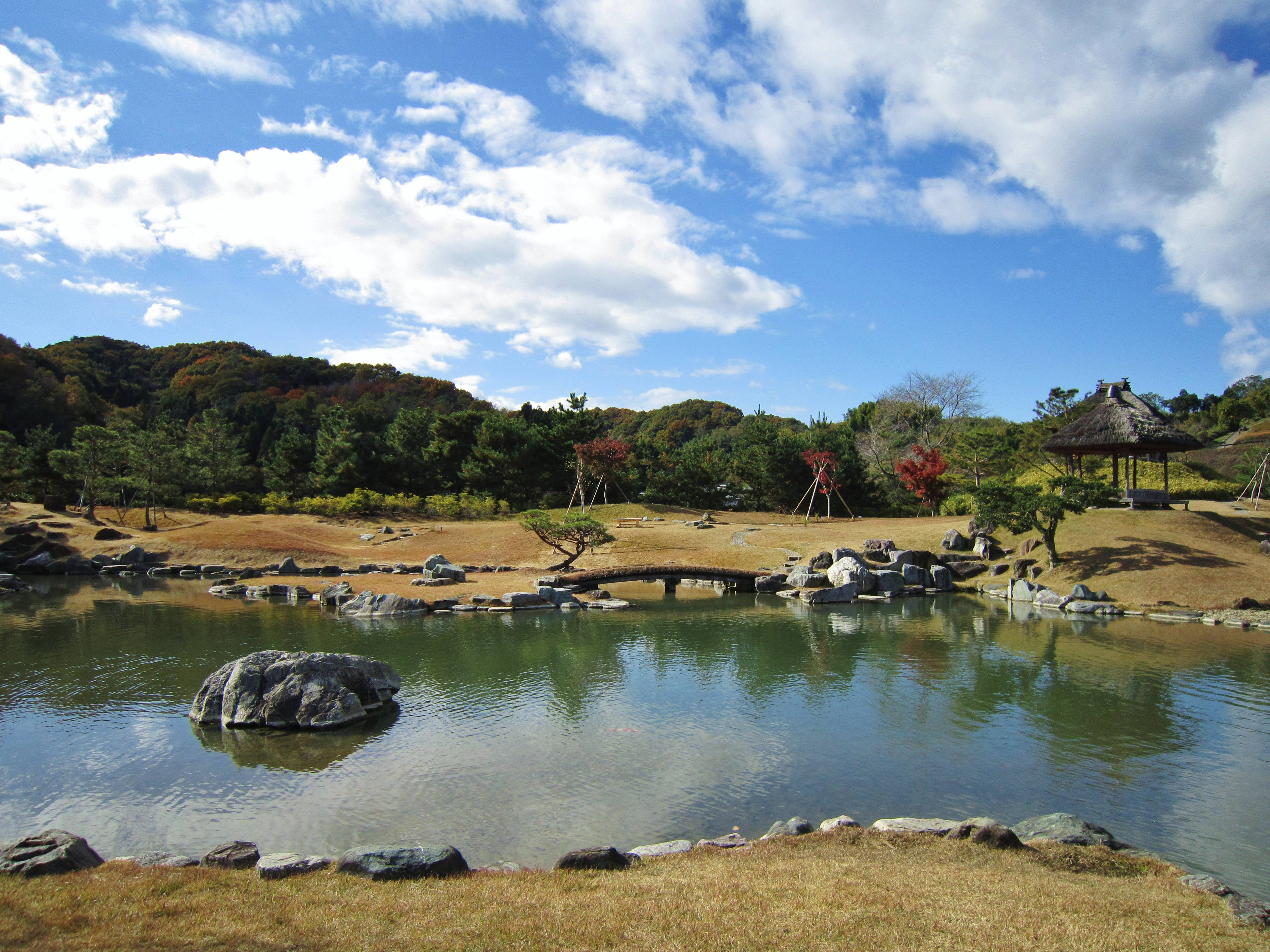
昆明池

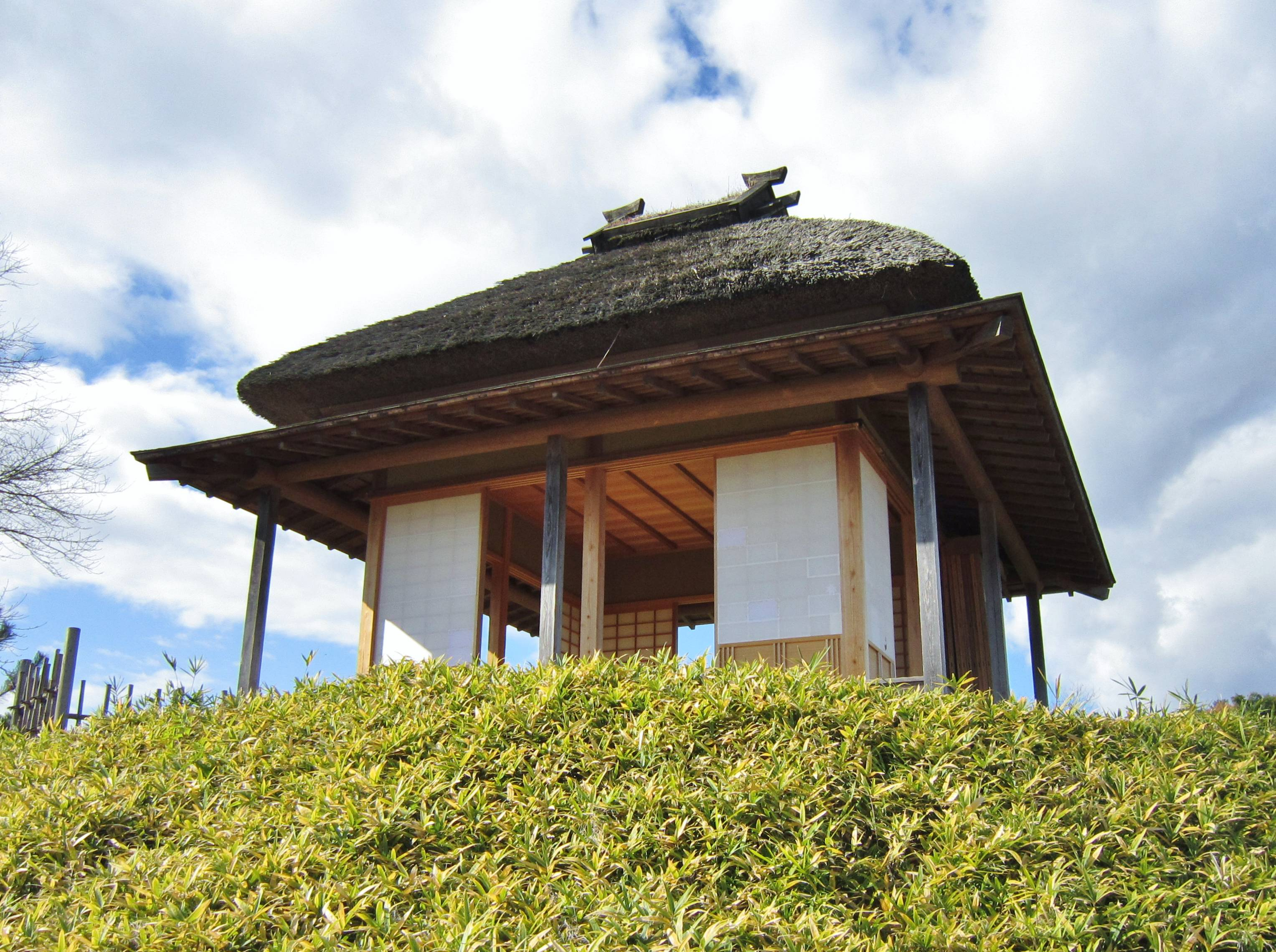
梅の茶屋

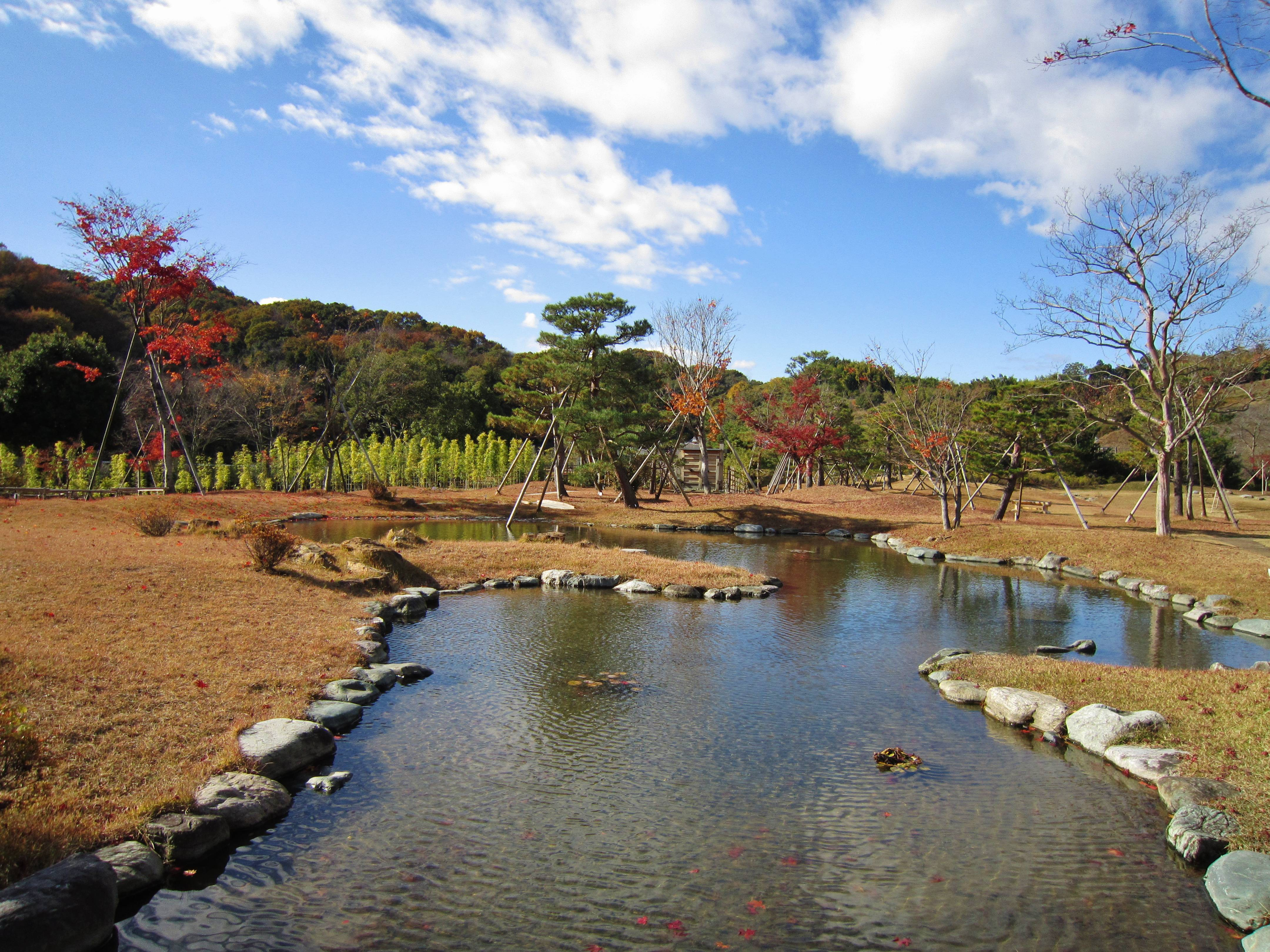
南東庭園・泉水

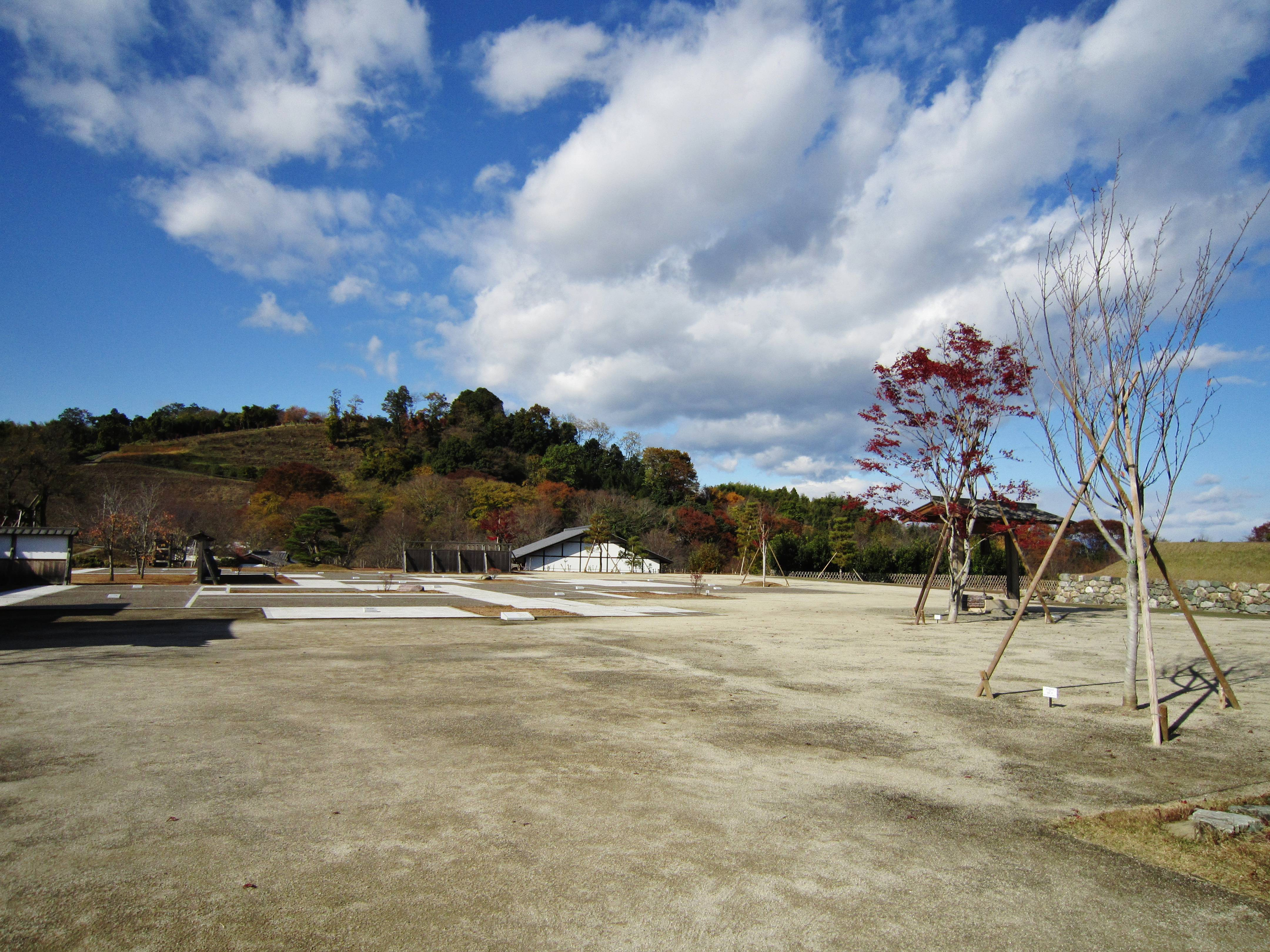
御殿跡

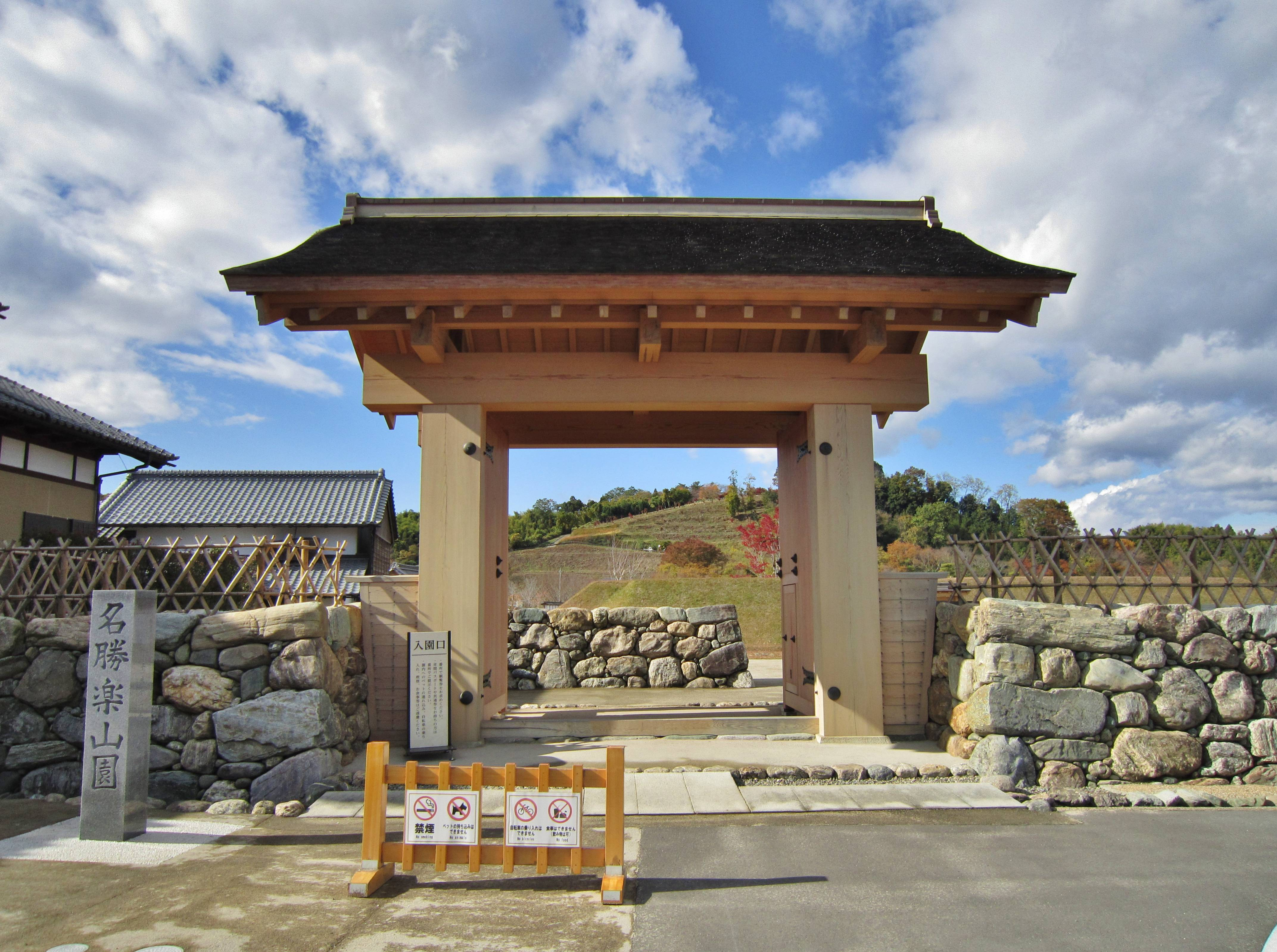
中門

楽山園（らくさんえん）は、群馬県甘楽郡甘楽町小幡にある大名庭園。築庭は織田信長の次男である織田信雄。名の由来は『論語』の「智者は水を楽しみ、仁者は山を楽しむ」の一文から採ったものである。国の名勝に指定されており、群馬県では初の名勝指定庭園である。

## 概要
江戸時代初期の池泉回遊式庭園である。広い昆明池の周りに48のいろは石を配し、熊倉山と紅葉山を借景として取り込んでいる。2000年に国の名勝に指定され江戸時代当初の姿への復元へ向けて整備事業が行われ、暫定公開されていたが2012年に工事が完了し、同年3月24日に正式開園した。周辺では発掘事業も行われている。

## 施設
- 凌雲亭

## 利用情報
- 群馬県甘楽郡甘楽町大字小幡648-2
- 開園時間
  - 3月 - 10月：9 - 17時
  - 11月 - 2月：9 - 16時
- 休園日：12月29日 - 翌年1月1日
- 入園料
  - 高校生以上 - 300円（団体20人以上は一人250円）
  - 中学生以下 - 無料
  - 年間パスポート - 1,000円（1年間何度でも入園可）